# 划清界限
划清界限意指与某种思想观念或事物保持距离，或指与一些人保持距离，分清是非。类似中国古代的“割袍断义”、“划案而坐”。本意指与某人或者某事分开不再有交集，现在可以引申做“抛弃”、“改观”。
因为在中共阶级斗争意识形态里，无论是与思想主张，还是与人、事划清界限，其前提都是由于存在不同的阶级；有阶级就有截然分明和对立的阶级利益、阶级立场——不是我们就是他们。这是带根本性、决定一切的大是大非。在这种观念看来，虽然由于地域（同乡）、人际关系、经历等原因，由于思想的抽象性造成某些边界模糊，但是仍然掩盖不住阶级矛盾、斗争的内在本质。
所以站稳立场，从思想、认识、感情、行为上划清界限，就是组织对于参与者要求无条件忠诚、拥有情感专一的基本保证。划清界限是站稳立场的必要前提条件。它既是意识形态的逻辑结果，又含有实际的组织功能。既是对所有人“道德净化”的普遍要求，更是对家庭出身有问题者的绝对命令。对他们来说，这是世界观改造的入门主课。
从遗留的语言材料来看，该词使用频率出现的第一个高潮是三反五反，第二个高潮是揭批胡风，第三个高潮是反右，第四个高潮是文革。如果说前三次更多是要求当事者对外与地富、资本家、反革命、右派划清界限，后一次就主要是要求当事者对内——对自己生于斯长于斯的家庭下手。走了一个从改造世界到改造自我（灵魂深处爆发革命）、从扫除外围到消灭社会细胞（家庭）攻坚战的圆圈。
1966年4月29日在北京市东安门大街友谊商店，砍伤出席亚非新闻工作者协会书记处第四次全体会议的马里代表团团长巴卡里·特拉奥雷、德意志民主共和国（民主德国）驻中国大使馆一等秘书马罗夫人的“反革命杀人犯”杨国庆（被处死刑），判决书公告认定“（杨国庆）不是同自己的反动家庭划清界限，却坚持反动立场，对党、对政府、对人民怀着刻骨的阶级仇恨”，是“为了实现他反革命报复的目的”。更助长了“划清界限运动”。
当时，组织会大会小会地专题帮助，派人找他们谈心，“忆苦思甜”对其进行教育（和风细雨），要求他们相信组织（包括认识能力、处置公正得当），交出私人信件，详细汇报提供情况，交代社会关系，揭发“罪行”，一次又一次地从思想根源上重新清理、“认识”、“忏悔”过去的经历和生活细节、意识；不接受父母的“金钱腐蚀”，拒绝高档服饰、饮食，疏远自己的家人，断绝与家庭的日常来往，连父母生病或经济上窘困可以照顾、资助时也绝不施以援手，生怕影响自己“进步”。有的被推上陪斗台，剃阴阳头，游街，打骂，监禁，遣返农村，身体虐待（狂风暴雨），被迫或主动公开声明脱离父子母女关系以示决绝、清白，摆脱“株连祸因”，惟恐危及自身安全。急匆匆丢弃、烧毁以前的照片、书信、记录，甚至从心里抹去过去的记忆……为了表示自己的“革命”、“彻底”，他们往往比被要求的做的更多、走得更远。而当他们对自己的行为有内疚负罪感产生，乃至鄙视自己时，只能更加依附于组织，从那里寻找类似亲情的代偿品、归属感。
90年代以后，划清界限一词被视为侵犯人类尊严、践踏亲情的野蛮行径，渐渐远离了日常语言，由严重的政治立场问题向真假的是非问题、技术性事务问题转移。类似行为被认作“人格低下”、“出卖亲友”、“打小报告”，当成笑料，为人不齿。词义感情色彩也含有了贬义或调侃的喜剧意味（如“为了身材和零食划清界限！”“爱情也要划清界限”“《刺虎》与‘戏说’划清界限”）。另一方面因资讯发达，使处于边缘、边界模糊、被忽略的事物凸显出来，受到极大人们关注，区分清楚（罪与非罪）或打破其界限（城乡结合部豪华别墅的建设），又成了重大的认识课题和开发主题。